# تپه پایین
تپه پایین مربوط به دوران پیش از تاریخ ایران باستان - است و در شهرستان قروه، روستای برمه تپه واقع شده و این اثر در تاریخ ۲۵ اسفند ۱۳۷۹ با شمارهٔ ثبت ۳۵۷۷ به‌عنوان یکی از آثار ملی ایران به ثبت رسیده است.